# Janek Rubeš
Janek Rubeš (ur. 24 grudnia 1987 w Pradze) – czeski reżyser, dokumentarzysta i vloger. Prowadzi kanał „Honest Guide”, współtworzony z kamerzystą Honzą Mikulką. Kanał prezentuje wskazówki dla turystów, m.in. porady wyjaśniające, jak unikać pułapek i oszustw turystycznych w wielu miastach, zwłaszcza w Pradze.
Studiował w Akademii Filmowej im. Miroslava Ondříčka w Pisku (2008) oraz na Uniwersytecie Tomáša Baty w Zlinie (2011–2014).

## Nagrody i wyróżnienia
W 2016 r. czeskie wydanie czasopisma „Forbes” zaliczyło Rubeša do grupy 30 najbardziej utalentowanych Czechów poniżej trzydziestki. W 2019 r. został laureatem nagrody „Novinářská křepelka” za zasługi dziennikarskie. W 2021 roku minister spraw zagranicznych Czech Tomáš Petříček nadał mu tytuł „ambasadora dobrej woli”, promującego Republikę Czeską za granicą.